# Der kleine Mönch
Der kleine Mönch ist eine für das ZDF produzierte Fernsehserie des Genres Kriminalkomödie (auch Schmunzelkrimi genannt), die erstmals im Januar 2002 ausgestrahlt wurde.

## Handlung
Die Geschichte handelt von den fünf Mönchen eines Kölner Klosters, darunter Pater Laurenzius (Dirk Bach). Laurenzius ist mit der Kriminalhauptkommissarin Ursula Foges befreundet, die er scherzhalber immer „Ufo“ nennt. Anstatt zu Morgenandacht oder Obdachlosen-Speisung geht Laurenzius lieber auf Verbrecherjagd und gerät dabei sehr oft in Lebensgefahr. Am Ende jeder Folge werden die Verbrecher von Foges verhaftet.

## Besetzung
Sortiert nach der Reihenfolge des Einstiegs
| Schauspieler         | Rollenname         | Folgen | Bemerkungen                                          |
| Dirk Bach            | Pater Laurenzius   | 1–16   | Hauptrolle                                           |
| Hansjoachim Krietsch | Pater Johannes     | 1–16   | bezeichnet sich immer als „alten Mann“               |
| Sabine Orléans       | Marina Ciupka      | 1–16   | Haushälterin des Klosters                            |
| Oliver Petszokat     | Bruder Daniel      | 1–7    | Vorgänger von Sebastian                              |
| Christina Plate      | Ursula „Ufo“ Foges | 1–16   | Kriminalhauptkommissarin, mit Laurenzius befreundet  |
| Johannes Rotter      | Bruder Ludwig      | 1–16   | unterrichtet Religion und Deutsch an einem Gymnasium |
| Peter Schiff         | Guardian Liborius  | 1–16   | Vorsteher des Klosters                               |
| Jochen Schropp       | Bruder Sebastian   | 9–16   | Nachfolger von Daniel                                |

## Episodenliste

### Staffel 1
Die erste Staffel beinhaltet sieben Folgen. Sie wurde vom 8. Januar bis 26. Februar 2002 jeweils dienstags um 19:25 Uhr im ZDF ausgestrahlt. Die ersten fünf Folgen wurden vom 25. November bis 23. Dezember 2003 wiederholt.
| Nr. | Titel                      | Erstausstrahlung |
| 1   | Mauerblümchen              | 8. Januar 2002   |
| 2   | Der Fremde im Zug          | 15. Januar 2002  |
| 3   | Tod dem Vampir             | 22. Januar 2002  |
| 4   | Der Heiratsschwindler      | 29. Januar 2002  |
| 5   | Blauer Stern               | 5. Februar 2002  |
| 6   | Ein Mann wird gesucht      | 19. Februar 2002 |
| 7   | Schatten der Vergangenheit | 26. Februar 2002 |

### Staffel 2
Die zweite Staffel beinhaltet neun Folgen, diese wurde am gleichen Wochentag zur gleichen Uhrzeit vom 23. September bis 18. November 2003 im ZDF gesendet. Nach der zweiten Staffel wurde die Serie aufgrund mangelnden Erfolges eingestellt.
| Nr. | Titel                           | Erstausstrahlung   |
| 8   | Blutsbrüder                     | 23. September 2003 |
| 9   | Satansbraten                    | 30. September 2003 |
| 10  | Eishexen                        | 7. Oktober 2003    |
| 11  | Arme Reiche                     | 14. Oktober 2003   |
| 12  | Laurenzius und der Doppelgänger | 21. Oktober 2003   |
| 13  | Die dicke Nonne                 | 28. Oktober 2003   |
| 14  | Sondereinsatz                   | 4. November 2003   |
| 15  | Der seltsame Professor          | 11. November 2003  |
| 16  | Die einzige Zeugin              | 18. November 2003  |